# 파이널 데스티네이션
파이널 데스티네이션(Final Destination)은 여섯편의 영화, 2편의 만화, 9편의 소설로 이루어진 미국의 호러물이다.
- 파이널 데스티네이션 (영화)
- 파이널 데스티네이션 2
- 파이널 데스티네이션 3
- 파이널 데스티네이션 4
- 파이널 데스티네이션 5
- 파이널 데스티네이션 블러드라인